# Demetrios von Byzanz (Historiker)
Demetrios von Byzanz (griechisch Δημήτριος) war ein antiker griechischer Geschichtsschreiber des 3. Jahrhunderts v. Chr. Er ist nicht zu verwechseln mit dem gleichnamigen  peripatetischen Philosophen Demetrios von Byzanz aus dem 1. Jahrhundert v. Chr.
Demetrios ist nur durch eine Erwähnung bei Diogenes Laertios bekannt, der von zweien seiner Werke berichtet:
- Über die Expedition der Galater von Europa nach Asien in 13 Büchern, in denen die Wanderung der Galater von ihrem Übertritt nach Asien (276 v. Chr.) bis zu ihrer Niederlassung in Phrygien nach der Niederlage gegen Antiochos I. Soter (275 oder 269/268 v. Chr.) geschildert wird.
- Über Antiochos, Ptolemaios, und Libyen unter ihrer Regierung in 8 Büchern, in denen der in der Kyrenaika ausgekämpfte Teil des Konflikts zwischen Antiochos I. und Ptolemaios II. Philodelphos einschließlich der Revolte des Magas 275-272/1 v. Chr. beschrieben wird.

## Textausgaben
- Paola Ceccarelli: Demetrios of Byzantion. In: Brill’s New Jacoby, Nr. 162.